# Trung Tôn tự
Trung Tôn tự (中 尊 寺 Chūson-ji) là một ngôi chùa ở Hiraizumi, tỉnh Iwate trong vùng Tōhoku (đông bắc Nhật Bản). Đây là ngôi chùa đầu tiên của giáo phái Thiên thai tông Nhật Bản thuộc Phật giáo Đại Thừa. Giáo phái Thiên thai tông tuyên bố rằng ngôi đền được thành lập năm 850 bởi Ennin, trụ trì đời thứ ba của giáo phái, nhưng hầu hết các học giả tin rằng Chūson-ji được thành lập bởi Fujiwara no Kiyohira (藤原 清衡?, 1056 – 1128) trong khoảng năm 1100. Trước năm 1100, không có hồ sơ khảo cổ học, lịch sử hoạt động của Phật giáo trong lĩnh vực này.
Trong tháng 6 năm 2011, Trung Tôn tự (Chuson-ji) như là một phần của "Di sản văn hóa Hiraizumi", được xếp vào danh sách các di sản văn hóa thế giới của UNESCO.

## Kim sắc đường

Kim sắc đường

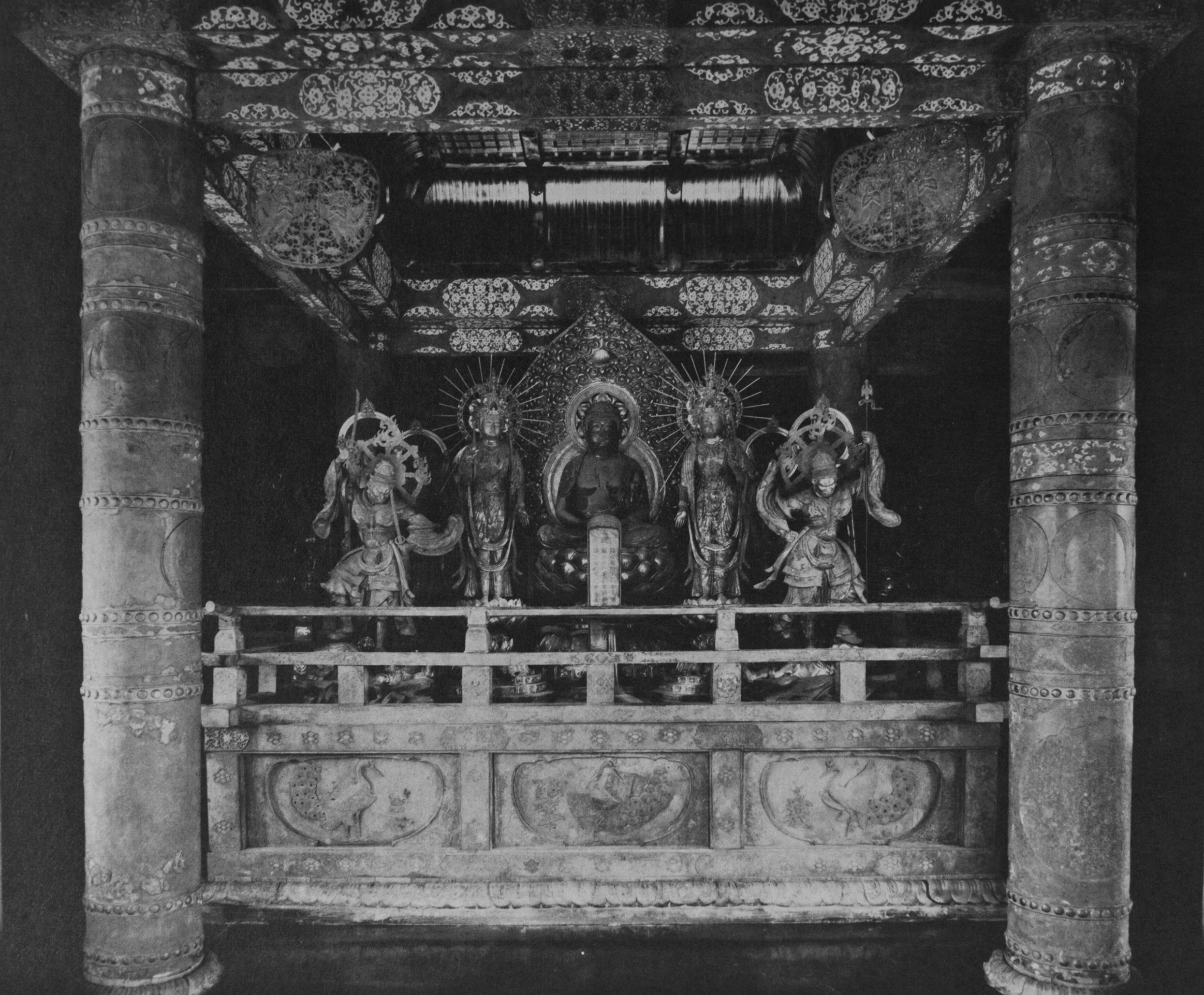
Bên trong Đường

Kim sắc đường (金色 堂, Konjikidō) (Quốc bảo Nhật Bản) là một lăng mộ đền thờ, được hoàn thành vào năm 1124. Ngôi nhà chứa các xác ướp của các nhà lãnh đạo của chi nhánh phía Bắc Fujiwara (奥 州 藤原 氏, Oshu Fujiwara-shi hoặc 陸 奥 藤原 氏, Mutsu Fujiwara-shi), những người cai trị khu vực này. Ngôi nhà gỗ, với một nền hình vuông với kích thước 5,5 × 5,5 m và 8 m chiều cao, được mạ vàng bên trong. Ngôi nhà bao gồm một tập hợp ba bàn thờ dưới một mái che được hỗ trợ bởi bốn trụ cột. Trong số 33 tượng, được chia thành ba nhóm trên ba bàn thờ, còn một số ít nguyên vẹn:
- Ở giữa là tượng Phật A Di Đà ngồi,
- hai bên là tượng Quan Âm và bồ tát Đại Thế Chí đứng,[1] và
- sáu Địa Tạng Bồ Tát đứng, ba tượng mỗi bên phải và bên trái và
- phía trước là hai trong số Tứ đại Thiên vương (Shitennō), là Đông thiên vương Jikoku-ten (持 国 天) và Nam thiên vương Zōjō-ten (増 長 天).

Toàn bộ hội trường được phủ bên trong sơn màu đen, được mạ vàng và ngọc trai với trang trí tuyệt vời, chi tiết phong phú. Tại các chân bục bàn thờ có chạm khắc hình phượng hay hình chim công. Việc sử dụng gỗ hồng mộc châu Á và ngà voi châu Phi là do quan hệ thương mại rộng lớn của thời gian đó.
Bên trong Tu Di đàn của Kim sắc đường lần lượt chứa di hài của 4 đời dòng họ Fujiwara theo thứ tự là Fujiwara no Kiyohira, Motohira, Hidehira và thủ cấp (đầu lâu) của Yasuhira. Những xác ướp đã được kiểm tra lần cuối vào năm 1950. Người ta tin rằng Fujiwara no Kiyohira được đặt dưới bàn thờ giữa. Con trai Fujiwara no Motohira (藤原 基 衡 + 1057) có thể được xác định nhờ được biết rằng ông qua đời vì một vết bầm tím do tụ máu ở đầu, xác ướp nằm ở bàn thờ phía tây bắc. Con trai của ông là Fujiwara no Hidehira (藤原 秀 衡; 1096-1187), người ủng hộ Minamoto no Yoritomo đã được tìm thấy tại bàn thờ về phía tây nam, bên cạnh một thùng chứa thủ cấp của con trai ông Yasuhira (藤原 康 衡 + 1089) đã thiệt mạng năm 1189 trong cuộc đụng độ với Yoritomo.
Từ năm 1962 đến năm 1968, công việc phục hồi đã được thực hiện. Kim sắc đường được xây từ thời kỳ Muromachi nguyên là được xây dựng ngoài trời, sau 500 năm ngoài trời chịu tác động của gió và thời tiết, đã được tháo ra và xây lại trong một ngôi nhà bảo vệ, cách đó vài trăm mét. Trong năm Shō-ō đầu tiên (Tây lịch 1288) thì Tướng quân Mạc phủ Kamakura bấy giờ là Thân vương Koreyasu ra lệnh cho xây dựng thêm Saya-dō bao bọc lấy Kim sắc đường từ bên ngoài. Saya-dō như hiện nay được xây dựng bằng bê tông cốt thép từ năm 1965. Các bàn thờ đã được khôi phục, tuy nhiên, được ngăn cách bằng một tấm kính nhựa acrylic trong suốt, vì thế bên trong nội thất chỉ có thể được nhìn thấy từ phía trước.

## Chính đường

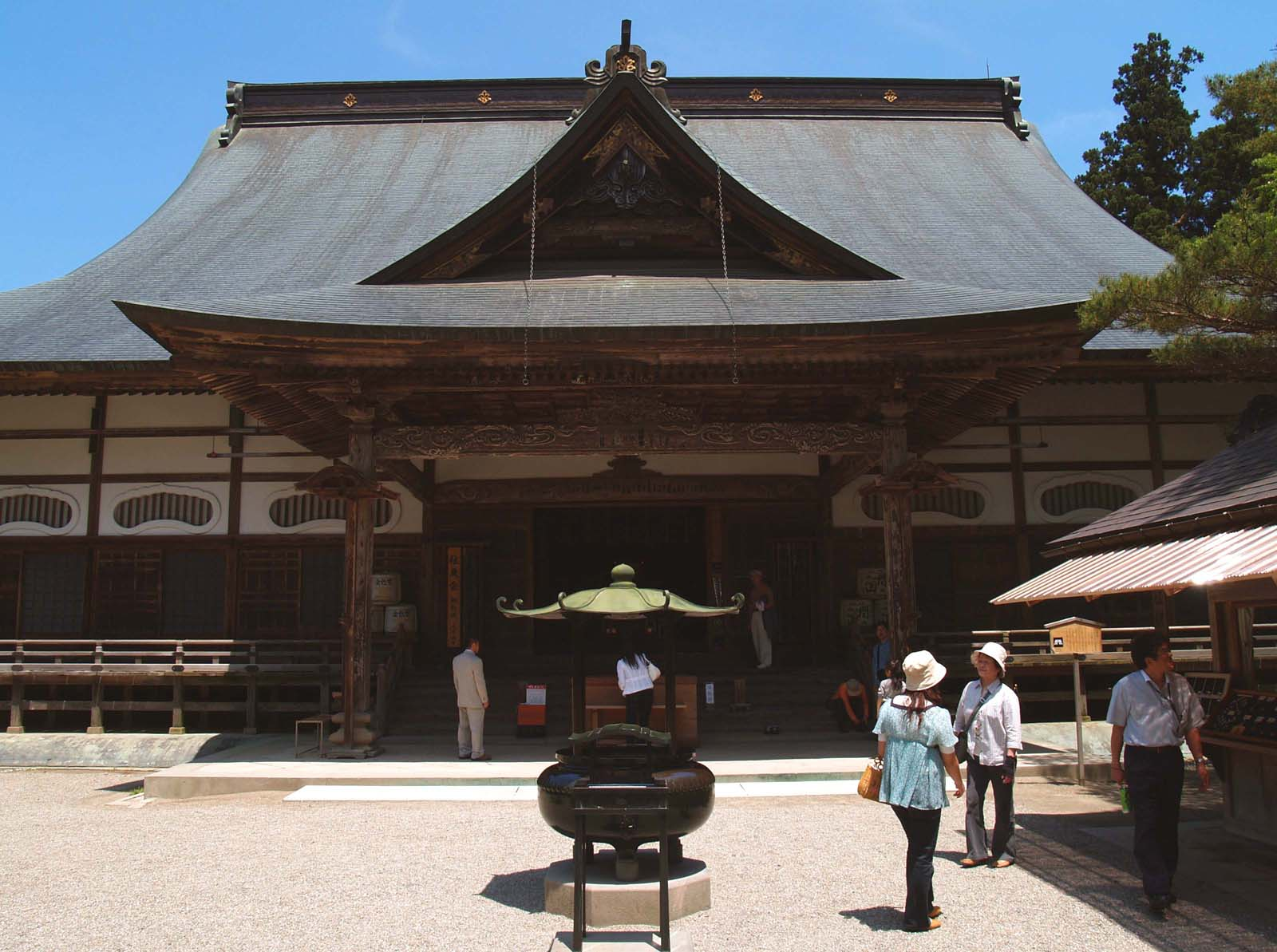
Chính đường (Hondo)

Tòa nhà chính (本 堂, Hondo) xây từ năm 1909, tất cả các sự kiện tôn giáo được tổ chức tại tòa nhà này. Ở đây du khách có thể sao chép kinh điển và tham gia vào tập thiền Zen.

## Bộ kinh Trung Tôn
Tủ đựng các bộ kinh (経蔵, Kyōzō - Chūson-ji sūtra) bên cạnh Kim sắc đường cũng có từ thời kỳ Fujiwara. Đây là bộ sưu tập rất có giá trị của các kinh điển Phật giáo, được biết đến như là "Bộ kinh Trung Tôn" hay là "kinh điển Chusonji", được viết bằng mực vàng trên giấy Indigo.

## Bảo tàng
Gọi là bảo tàng (Sankōzō 讃 衡 蔵), là khu nhà với hơn 3.000 hiện vật. Tòa nhà hiện tại có từ năm 2000 và trình bày một số hiện vật chọn lọc, trong đó một số từ kinh điển Chūson-ji.

## Hình ảnh

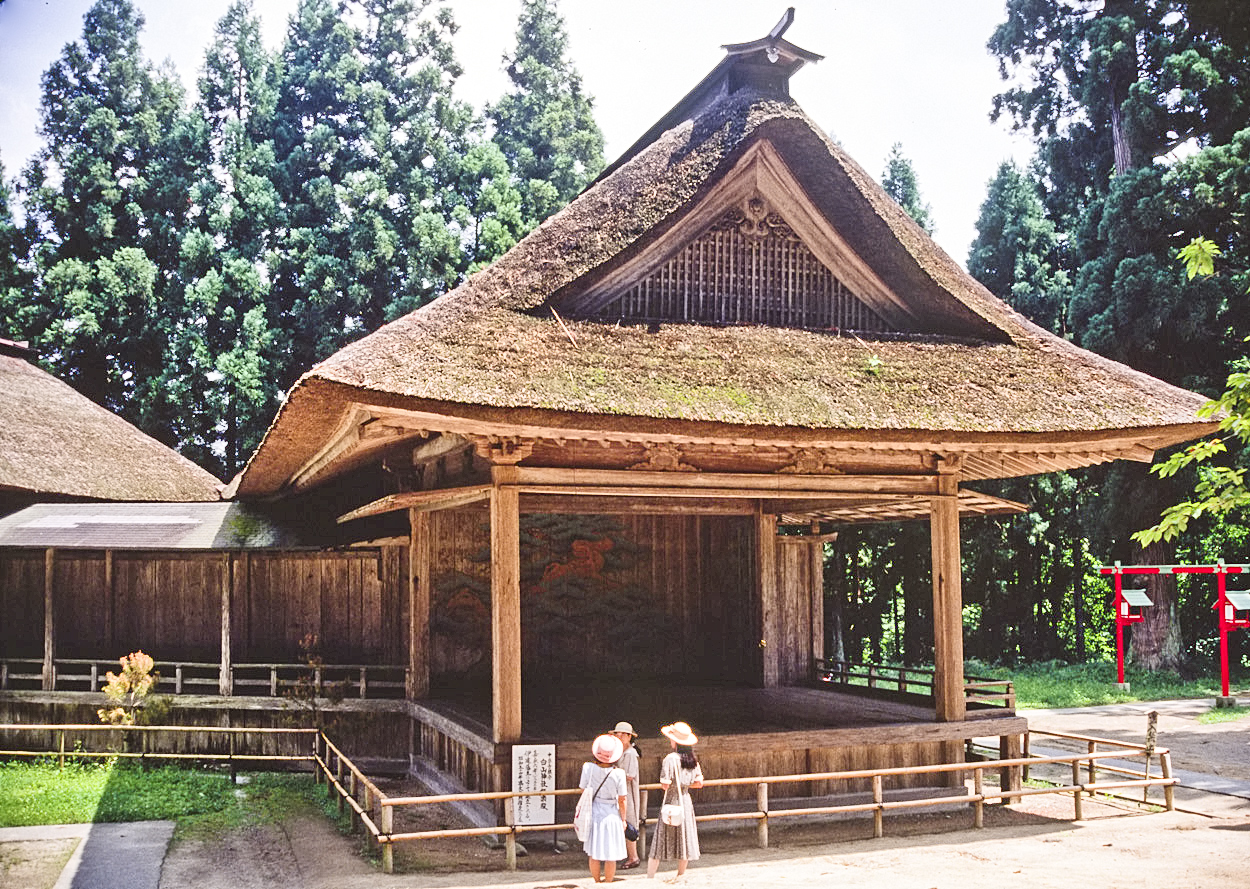
sân khấu kịch Nōh
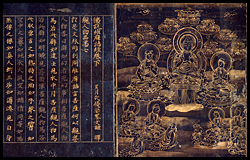
Kinh điển Chūson-ji
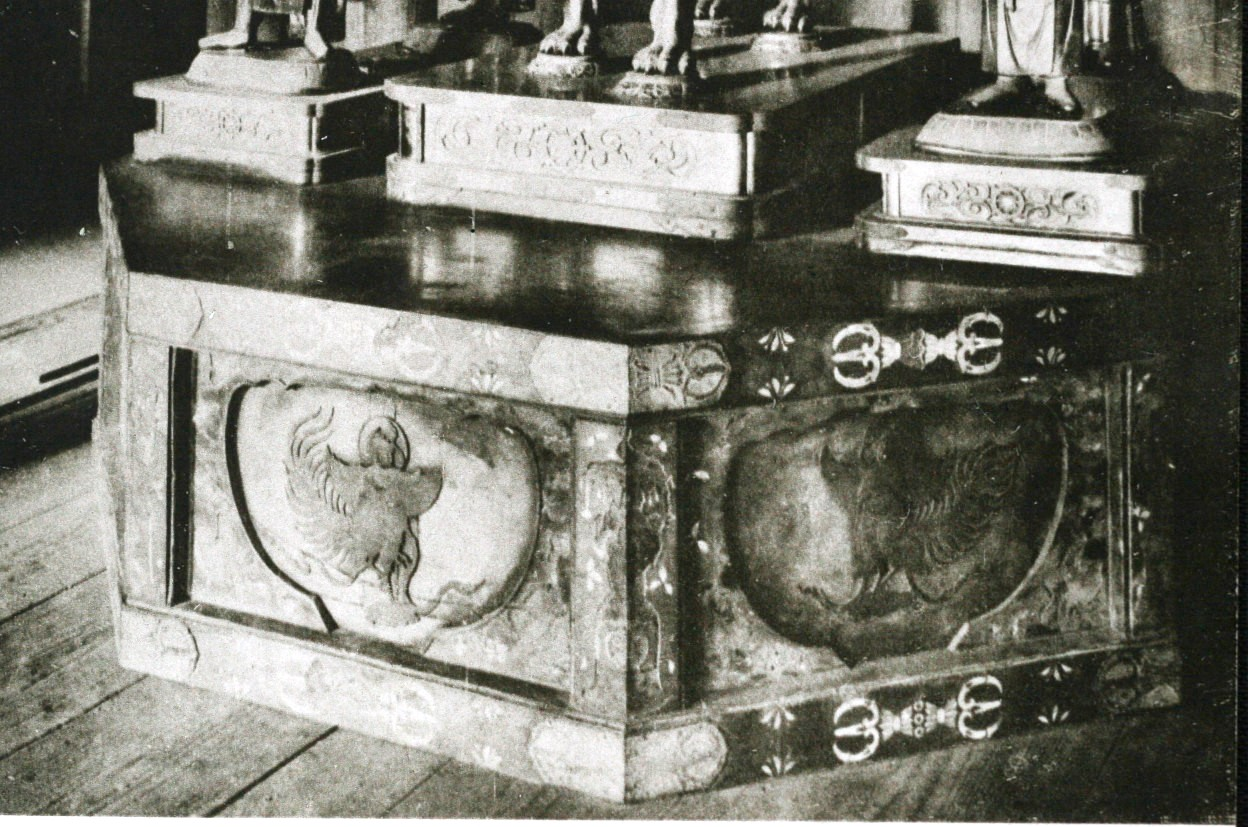
Chân bục bàn thờ